# Дерешть-Ілфов
Дерешть-Ілфов, Дерешті-Ілфов (рум. Dărăști-Ilfov) — комуна у повіті Ілфов в Румунії. До складу комуни входить єдине село Дерешть-Ілфов.
Комуна розташована на відстані 15 км на південний захід від Бухареста.

## Населення
За даними перепису населення 2002 року у комуні проживали 2935 осіб, усі — румуни. Усі жителі комуни рідною мовою назвали румунську.
Склад населення комуни за віросповіданням:
| Релігія        | Кількість осіб | Відсоток |
| -------------- | -------------- | -------- |
| православні    | 2922           | 99,6%    |
| лютерани       | 9              | 0,3%     |
| реформати      | 2              | 0,1%     |
| греко-католики | 1              | < 0,1%   |

## Зовнішні посилання
- Дані про комуну Дерешть-Ілфов на сайті Ghidul Primăriilor [Архівовано 3 травня 2009 у Wayback Machine.]